# Mads Langer
Mads Lillelund Langer (Skive, 14 gennaio 1984) è un cantante danese.

## Biografia
Mads Lillelund Langer (all’anagrafe Langer Clausen) ha ottenuto la sua prima popolarità grazie al suo profilo su MySpace, dove i suoi brani ottengono circa 60.000 ascolti. In seguito, alcuni suoi brani sono stati utilizzati in alcune colonne sonore: Last Flower, Wake Me Up In Time e Killer compaiono nella colonna sonora della serie televisiva danese 2900 Happiness, mentre House Of Life è utilizzato nel film Nynne.
Il 20 giugno 2006 è stato pubblicato l'album di debutto del cantante, Attention Please, per l'etichetta discografica Copenaghen Records. Nel 2008 è stato pubblicato l'EP Fact - Fiction - Pop or ???, da cui è stato estratto il singolo Fact Fiction che ha raggiunto la diciassettesima posizione dei singoli più venduti in Danimarca.
Il 9 febbraio 2009 è stato pubblicato il secondo album, l'omonimo Mads Langer, da cui è stato estratto il singolo You're Not Alone, cover in chiave acustica dell'omonimo brano del 1996 degli Olive. Anche questo singolo ha raggiunto la diciassettesima posizione in Danimarca. A giugno 2009 ha collaborato con Mike Sheridan nel singolo Too Close. Nell'estate del 2010 ha raggiunto la notorietà anche in Italia grazie al singolo You're Not Alone, che ha raggiunto la sesta posizione della classifica italiana, e che è stato scelto dalla compagnia telefonica Wind per propagandare il nuovo spot nazionale
Nel maggio 2011 è stato pubblicato il suo terzo album, Behold, anticipato dal singolo Microscope. Il disco ha riscosso un buon successo in Danimarca, raggiungendo la seconda posizione in classifica. Nel febbraio 2012 ha partecipato al festival di Sanremo, cantando Anema e core insieme a Pierdavide Carone e Lucio Dalla. Un nuovo album è previsto per il 2016.

## Discografia

### Album
- 2006 - Attention Please
- 2009 - Mads Langer
- 2011 - Behold
- 2013 - In These Waters
- 2014 - Live at Vega
- 2016 - Recless Twinn

### EP
- 2008 - Fact - Fiction - Pop or ???
- 2011 - Amstrdm (Live)
- 2014 - Side Effects

### Singoli
- 2006 - Poem with No Rhyme
- 2008 - Wake Me Up In Time
- 2009 - Fact-Fiction
- 2009 - Too Close
- 2010 - You're Not Alone
- 2011 - Microscope
- 2011 - Riding Elevators
- 2012 - Something New
- 2013 - Elephant
- 2013 -  Heartquake
- 2013 - No Gravity
- 2013 - en stjerneren af sen
- 2014 - Bringing Back Tomorrow (con Tim Christensen)
- 2016 - 3AM
- 2016 - Tunnel Vision